# アレマニア (小惑星)
アレマニア (418 Alemannia) は、小惑星帯に位置する典型的な小惑星。
マックス・ヴォルフがハイデルベルクで発見し、ハイデルベルク大学のフラタニティにちなんで命名された。